# Römisch-katholische Kirche in der Türkei

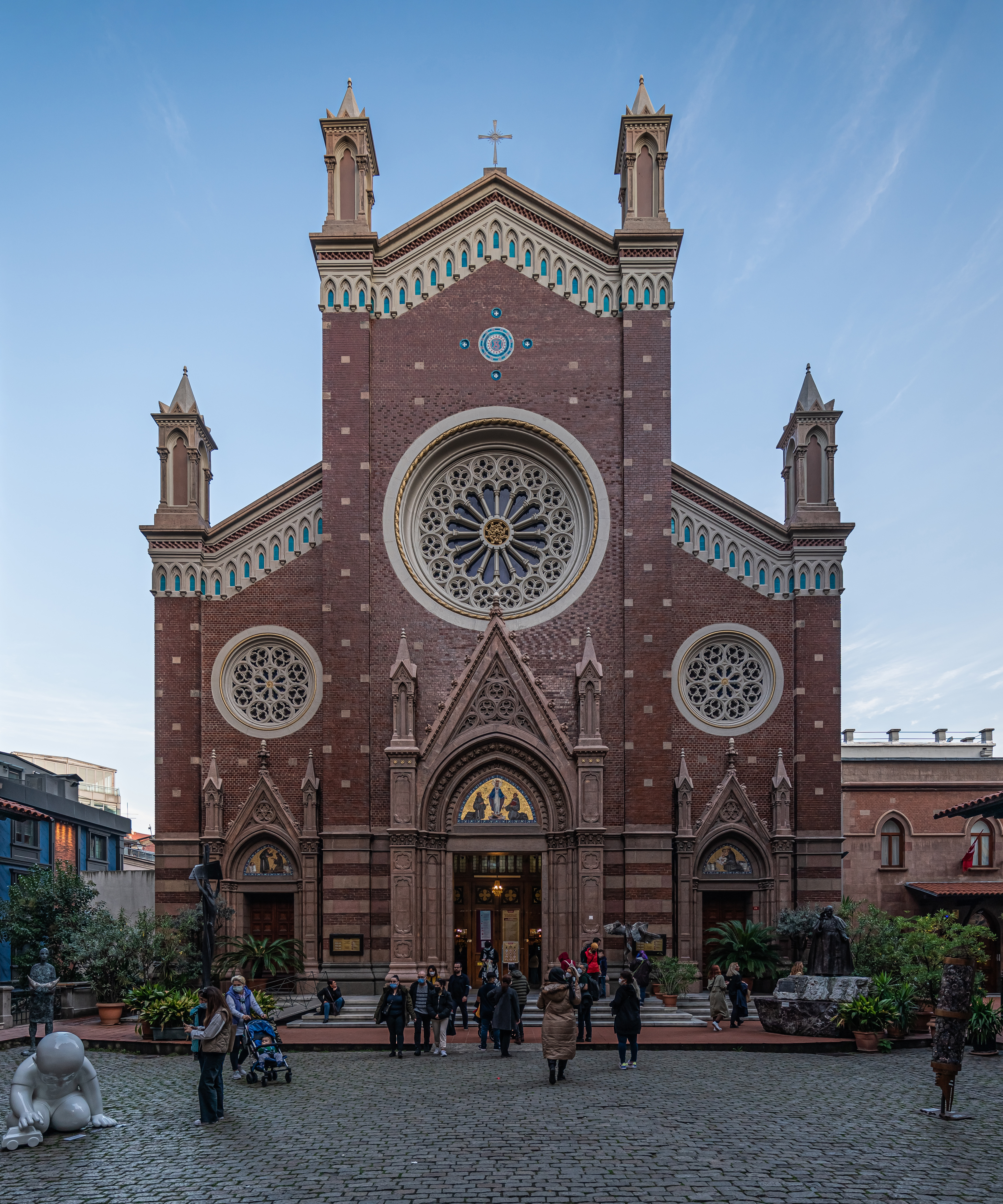
Die Basilika St. Antonius in Istanbul

Die römisch-katholische Kirche in der Türkei ist eine Minderheitskirche (Diaspora).

## Kirchenorganisation
Die katholische Kirche auf dem türkischen Staatsgebiet zählt sieben Diözesen verschiedener Riten:
- Lateinischer Ritus: 
  - Erzbistum İzmir: ca. 2.000 Katholiken, 10 Pfarreien
  - Apostolisches Vikariat Istanbul: ca. 15.500 Katholiken, 13 Pfarreien
  - Apostolisches Vikariat Anatolien (Sitz  İskenderun): ca. 4.500 Katholiken, 6 Pfarreien

- Armenischer Ritus: 
  - Erzeparchie Istanbul: ca. 3.500 Katholiken, 10 Pfarreien

- Chaldäischer Ritus:
  - Erzeparchie Diyarbakır (Sitz in Beyoğlu): ca. 6.000 Katholiken, 9 Pfarreien

- Byzantinischer Ritus: 
  - Patriarchal-Exarchat Istanbul (Melkitische Griechisch-katholische Kirche): 1 Pfarre
  - Apostolisches Exarchat von Istanbul (Griechische Griechisch-katholische Kirche): ca. 25 Katholiken, 1 Pfarre

- Westsyrischer Ritus: 
  - Patriarchal-Exarchat Türkei: ca. 2.000 Katholiken, 3 Pfarreien

1868 wurde durch Papst Pius IX. eine Apostolische Nuntiatur eingerichtet. Nuntius ist seit 2022 Erzbischof Marek Solczyński. Vorsitzender der türkischen Bischofskonferenz (CCEE) war von 2008 bis zu seinem Tod im Juni 2010 Bischof Luigi Padovese OFMCap.

## Rechtssituation
Da die Katholische Kirche in der Türkei keine eigene Ausbildungsmöglichkeiten für Priesteramtskandidaten besitzt, werden die hier tätigen Priester im Ausland ausgebildet. Von den 61 Priestern des Landes gehören 50 einer Ordensgemeinschaft an und stammen nicht aus der Türkei.
Ein weiteres Problem ist die Tatsache, dass die Katholische Kirche in der Türkei keinen juristischen Status besitzt.